# اسووبودینووو
اسووبودینووو (به بلغاری: Svobodinovo) روستایی در بلغارستان است که در شهرستان چرنوچن واقع شده‌است. اسووبودینووو ۴٫۹۳۷ کیلومتر مربع مساحت و ۱۸۷ نفر جمعیت دارد.